# Giuseppe Spata
Giuseppe Spata (Ragusa, 3 settembre 1993) è un attore italiano.

## Biografia
Si avvicina alla recitazione giovanissimo seguendo diversi laboratori teatrali a Ragusa, frequenta il liceo artistico, dopo il diploma si trasferisce a Londra. Si stabilisce a Roma nel 2013 dove studia con Gisella Burinato. Nel 2015 recita nel film Soldato semplice diretto da Paolo Cevoli. Nel 2016 è fra i protagonisti di Come fai sbagli fiction TV per Rai 1 diretta da Riccardo Donna e Tiziana Aristarco. Nel 2016 prende parte al cast de La mafia uccide solo d'estate diretta da Luca Ribuoli. Dal 2018 al 2020 recita nella serie La vita promessa diretta da Ricky Tognazzi. Nel 2020 prende parte al cast del film Leonora addio diretto da Paolo Taviani. Nel 2021 recita in Tutta colpa di Freud diretta da Rolando Ravello su Prime Video. Dal 2023 affianca Elena Sofia Ricci come poliziotto ne I casi di Teresa Battaglia.

## Filmografia

### Cinema
- Soldato semplice, regia di Paolo Cevoli (2015)
- Leonora addio, regia di Paolo Taviani (2022)
- Stranizza d’amuri, regia di Giuseppe Fiorello (2023)

### Televisione
- Come fai sbagli – serie TV, 12 episodi (2016)
- La mafia uccide solo d'estate – serie TV (2016)
- La mossa del cavallo - C'era una volta Vigata, regia di Gianluca Maria Tavarelli – film TV (2017)
- La vita promessa – serie TV, 4 episodi (2018-2020)
- La strada di casa – serie TV (2019)
- Svegliati amore mio, regia di Ricky Tognazzi – miniserie TV (2021)
- Tutta colpa di Freud – serie TV (2021)
- I casi di Teresa Battaglia – serie TV, 12 episodi (2023-in corso)
- L'arte della gioia, regia di Valeria Golino e Nicolangelo Gelormini – miniserie TV, 5 puntate (2024)

### Cortometraggi
- Churubusco, regia di Lorenzo Zanini (2019)
- La particella fantasma, regia di Giuseppe William Lombardo (2019)